# جون مكدونالد (سياسي كندي)
جون مكدونالد هو سياسي كندي، ولد في 10 فبراير 1787 في الولايات المتحدة، وتوفي في 20 سبتمبر 1860. انتخب Member of the Legislative Council of Upper Canada ‏ (1841 – 1848).